# Roter Bach (Elde, Paarsch)
Der Rote Bach ist ein 15 Kilometer langer Fluss in Mecklenburg-Vorpommern südlich von Parchim. Er fließt in südliche Richtung und mündet als rechtsseitiger Nebenfluss bei Parsch in der Gemeinde Rom in die Elde.